# 24 Ore di Spa 2011
L'edizione 2011 della 24 Ore di Spa, corsa fra il 30 e il 31 luglio sul circuito di Spa-Francorchamps, è stata la sessantaquattresima dell'evento ed è stata anche la terza gara della stagione 2011 della Blancpain Endurance Series.
Dopo che la pole position era stata ottenuta dalla BMW Z4 di Maxime Martin/Bas Leinders/Marc Hennerici, la gara è stata vinta dal W Racing Team/Team WRT con i piloti Greg Franchi, Timo Scheider e Mattias Ekström su Audi R8 LMS. La categoria GT3 Pro-Am ha visto la vittoria del team SOFREV Auto Sport Promotion con i piloti Franck Morel, Jean-Luc Beaubélique, Ludovic Badey e Guillame Moreau su una Ferrari 458 Italia. La categoria GT3 Gent ha visto la vittoria del team Level Racing con i piloti Philippe Broodcoren, Christoff Corten, Kurt Dujardin e Mathijs Herkema su Porsche 997 GT3 RS. La categoria GT4 ha visto la vittoria del team RJN Motorsport con i piloti Jordan Tresson, Christopher Ward e Alex Buncombe su Nissan 370Z. La categoria Cup ha visto la vittoria del team RMS con i piloti Manuel Nicolaïdis, Fabio Spirgi, Richard Feller e Olivier Baron su Porsche 997 GT3 RS.

## Risultati
| Pos    | Classe     | #   | Team                                 | Piloti                                                                          | Telaio                          | Gomme | Giri |
| Pos    | Classe     | #   | Team                                 | Piloti                                                                          | Motore                          | Gomme | Giri |
| ------ | ---------- | --- | ------------------------------------ | ------------------------------------------------------------------------------- | ------------------------------- | ----- | ---- |
| 1      | GT3 Pro    | 33  | Audi Sport W Racing Team/Team WRT    | Greg Franchi Timo Scheider Mattias Ekström                                      | Audi R8 LMS                     | M     | 545  |
| 1      | GT3 Pro    | 33  | Audi Sport W Racing Team/Team WRT    | Greg Franchi Timo Scheider Mattias Ekström                                      | Audi 5.2 L V10                  | M     | 545  |
| 2      | GT3 Pro    | 76  | Need for Speed Team Schubert         | Edward Sandström Dirk Werner Claudia Hürtgen                                    | BMW Z4 GT3                      | D     | 543  |
| 2      | GT3 Pro    | 76  | Need for Speed Team Schubert         | Edward Sandström Dirk Werner Claudia Hürtgen                                    | BMW 4.4 L V8                    | D     | 543  |
| 3      | GT3 Pro    | 35  | Black Falcon                         | Kenneth Heyer Thomas Jäger Stéphane Lémeret                                     | Mercedes-Benz SLS AMG GT3       | D     | 535  |
| 3      | GT3 Pro    | 35  | Black Falcon                         | Kenneth Heyer Thomas Jäger Stéphane Lémeret                                     | Mercedes-Benz 6.2 L V8          | D     | 535  |
| 4      | GT3 Pro    | 32  | Audi Sport W Racing Team/Team WRT    | Bert Longin Filipe Albuquerque Stéphane Ortelli                                 | Audi R8 LMS                     | M     | 534  |
| 4      | GT3 Pro    | 32  | Audi Sport W Racing Team/Team WRT    | Bert Longin Filipe Albuquerque Stéphane Ortelli                                 | Audi 5.2 L V10                  | M     | 534  |
| 5      | GT3 Pro    | 29  | Vitaphone Racing/Vita4one            | Matteo Bobbi Giacomo Petrobelli Frank Kechele                                   | Ferrari 458 GT3                 | M     | 531  |
| 5      | GT3 Pro    | 29  | Vitaphone Racing/Vita4one            | Matteo Bobbi Giacomo Petrobelli Frank Kechele                                   | Ferrari 4.5 L V8                | M     | 531  |
| 6      | GT3 Pro-Am | 20  | SOFREV Auto Sport Promotion          | Franck Morel Jean-Luc Beaubélique Ludovic Badey Guillaume Moreau                | Ferrari 458 GT3                 | M     | 530  |
| 6      | GT3 Pro-Am | 20  | SOFREV Auto Sport Promotion          | Franck Morel Jean-Luc Beaubélique Ludovic Badey Guillaume Moreau                | Ferrari 4.5 L V8                | M     | 530  |
| 7      | GT3 Pro-Am | 90  | Team Preci-Spark                     | David Jones Godfrey Jones Mike Jordan                                           | Mercedes-Benz SLS AMG GT3       | A     | 529  |
| 7      | GT3 Pro-Am | 90  | Team Preci-Spark                     | David Jones Godfrey Jones Mike Jordan                                           | Mercedes-Benz 6.2 L V8          | A     | 529  |
| 8      | GT3 Pro    | 3   | Hexis AMR                            | Pierre-Brice Mena Julien Rodrigues Yann Clairay                                 | Aston Martin DBRS9              | M     | 527  |
| 8      | GT3 Pro    | 3   | Hexis AMR                            | Pierre-Brice Mena Julien Rodrigues Yann Clairay                                 | Aston Martin 6.0 L V12          | M     | 527  |
| 9      | GT3 Pro-Am | 50  | AF Corse                             | Jack Gerber Matt Griffin Niki Cadei Marco Cioci                                 | Ferrari 458 GT3                 | M     | 526  |
| 9      | GT3 Pro-Am | 50  | AF Corse                             | Jack Gerber Matt Griffin Niki Cadei Marco Cioci                                 | Ferrari 4.5 L V8                | M     | 526  |
| 10     | GT3 Pro-Am | 43  | Faster Racing by DB Motorsport       | Jeroen de Boer Simon Knap David Hart                                            | BMW Z4 GT3                      | M     | 521  |
| 10     | GT3 Pro-Am | 43  | Faster Racing by DB Motorsport       | Jeroen de Boer Simon Knap David Hart                                            | BMW 4.4 L V8                    | M     | 521  |
| 11     | GT3 Pro    | 41  | Marc VDS Racing                      | Markus Palttala Antoine Leclerc Jonathan Hirschi                                | Ford GT GT3                     | M     | 521  |
| 11     | GT3 Pro    | 41  | Marc VDS Racing                      | Markus Palttala Antoine Leclerc Jonathan Hirschi                                | Ford 5.0 L V8                   | M     | 521  |
| 12     | GT3 Pro-Am | 38  | Black Falcon                         | Andrii Lebed Bret Curtis Peter van der Kolk Jeroen van der Heuvel               | Mercedes-Benz SLS AMG GT3       | Y     | 518  |
| 12     | GT3 Pro-Am | 38  | Black Falcon                         | Andrii Lebed Bret Curtis Peter van der Kolk Jeroen van der Heuvel               | Mercedes-Benz 6.2 L V8          | Y     | 518  |
| 13     | GT3 Pro-Am | 23  | United Autosports                    | Zak Brown Richard Dean Johnny Herbert Stefan Johansson                          | Audi R8 LMS                     | D     | 512  |
| 13     | GT3 Pro-Am | 23  | United Autosports                    | Zak Brown Richard Dean Johnny Herbert Stefan Johansson                          | Audi 5.2 L V10                  | D     | 512  |
| 14     | GT3 Pro    | 98  | Audi Sport Phoenix Racing            | Marcel Fässler Andrea Piccini Mike Rockenfeller                                 | Audi R8 LMS                     | M     | 510  |
| 14     | GT3 Pro    | 98  | Audi Sport Phoenix Racing            | Marcel Fässler Andrea Piccini Mike Rockenfeller                                 | Audi 5.2 L V10                  | M     | 510  |
| 15     | GT3 Pro    | 4   | Hexis AMR                            | Henri Moser Stef Dusseldorp Frédéric Makowiecki                                 | Aston Martin DBRS9              | M     | 510  |
| 15     | GT3 Pro    | 4   | Hexis AMR                            | Henri Moser Stef Dusseldorp Frédéric Makowiecki                                 | Aston Martin 6.0 L V12          | M     | 510  |
| 16     | GT3 Pro-Am | 16  | KRK Racing Team Holland              | Raf Vanthoor Marius Ritkes Bernhard van Oranje Dennis Retera                    | Mercedes-Benz SLS AMG GT3       | M     | 504  |
| 16     | GT3 Pro-Am | 16  | KRK Racing Team Holland              | Raf Vanthoor Marius Ritkes Bernhard van Oranje Dennis Retera                    | Mercedes-Benz 6.2 L V8          | M     | 504  |
| 17     | GT3 Gent   | 19  | Level Racing                         | Philippe Broodcoren Christoff Corten Kurt Dujardin Mathijs Herkema              | Porsche 997 GT3 Cup S           | M     | 493  |
| 17     | GT3 Gent   | 19  | Level Racing                         | Philippe Broodcoren Christoff Corten Kurt Dujardin Mathijs Herkema              | Porsche 3.6 L Flat-6            | M     | 493  |
| 18     | GT3 Gent   | 124 | Mühlner Motorsport                   | Sebastian Asch Tim Bergmeister Jochen Krombach Martin Rich                      | Porsche 997 GT3 Cup S           | M     | 493  |
| 18     | GT3 Gent   | 124 | Mühlner Motorsport                   | Sebastian Asch Tim Bergmeister Jochen Krombach Martin Rich                      | Porsche 3.6 L Flat-6            | M     | 493  |
| 19     | GT3 Pro-Am | 12  | United Autosports                    | Arie Luyendyk Alain Li Richard Meins Henri Richard                              | Audi R8 LMS                     | D     | 490  |
| 19     | GT3 Pro-Am | 12  | United Autosports                    | Arie Luyendyk Alain Li Richard Meins Henri Richard                              | Audi 5.2 L V10                  | D     | 490  |
| 20     | GT3 Pro-Am | 79  | Ecurie Ecosse Barwell Motorsport     | Oliver Bryant Andrew Smith Alasdair McCaig Joe Twyman                           | Aston Martin DBRS9              | A     | 489  |
| 20     | GT3 Pro-Am | 79  | Ecurie Ecosse Barwell Motorsport     | Oliver Bryant Andrew Smith Alasdair McCaig Joe Twyman                           | Aston Martin 6.0 L V12          | A     | 489  |
| 21     | GT4        | 63  | RJN Motorsport                       | Jordan Tresson Christopher Ward Alex Buncombe                                   | Nissan 370Z GT4                 | M     | 476  |
| 21     | GT4        | 63  | RJN Motorsport                       | Jordan Tresson Christopher Ward Alex Buncombe                                   | Nissan VQ37VHR 3.7 V6           | M     | 476  |
| 22     | GT3 Gent   | 116 | Signa Motorsport                     | Patrick Chaillet Thierry de Latre du Bosqueau Benoit Galand Christophe Geoffroy | Dodge Viper Competition Coupe   | M     | 473  |
| 22     | GT3 Gent   | 116 | Signa Motorsport                     | Patrick Chaillet Thierry de Latre du Bosqueau Benoit Galand Christophe Geoffroy | Dodge 8.3 L V10                 | M     | 473  |
| 23     | GT3 Pro-Am | 60  | CRS Racing/McLaren GT VonRyan Racing | Adam Christodoulou Glynn Geddie Phil Quaife Roger Wills                         | McLaren MP4-12C GT3             | M     | 469  |
| 23     | GT3 Pro-Am | 60  | CRS Racing/McLaren GT VonRyan Racing | Adam Christodoulou Glynn Geddie Phil Quaife Roger Wills                         | McLaren M838T 3.8 L Turbo V8    | M     | 469  |
| 24     | GT3 Gent   | 82  | GCR                                  | Dominique Nury Bernard Salam Jean-Marc Merlin Guy Clairay                       | Dodge Viper Competition Coupe   | P     | 467  |
| 24     | GT3 Gent   | 82  | GCR                                  | Dominique Nury Bernard Salam Jean-Marc Merlin Guy Clairay                       | Dodge 8.3 L V10                 | P     | 467  |
| 25     | GT4        | 100 | DVB Racing                           | Christophe Legrand Raffaele Sangiuolo Giuseppe de Pasquale                      | BMW M3 GT4                      | D     | 465  |
| 25     | GT4        | 100 | DVB Racing                           | Christophe Legrand Raffaele Sangiuolo Giuseppe de Pasquale                      | BMW S65B40 4.0 L V8             | D     | 465  |
| 26     | GT3 Pro-Am | 92  | Marc VDS Racing                      | Marc Duez Jean-Michel Martin Eric Bachelart                                     | Ford Mustang Marc VDS GT3       | M     | 444  |
| 26     | GT3 Pro-Am | 92  | Marc VDS Racing                      | Marc Duez Jean-Michel Martin Eric Bachelart                                     | Ford 5.3 L V8                   | M     | 444  |
| 27     | Cup        | 57  | RMS                                  | Manuel Nicolaïdis Fabio Spirgi Richard Feller Olivier Baron                     | Porsche 997 GT3 Cup             | M     | 442  |
| 27     | Cup        | 57  | RMS                                  | Manuel Nicolaïdis Fabio Spirgi Richard Feller Olivier Baron                     | Porsche 3.8 L Flat-6            | M     | 442  |
| 28     | GT3 Gent   | 85  | VDS Racing Aventures                 | Raphaël van der Straaten José Close Julien Schroyen Benjamin Bailly             | Ford Mustang FR500 GT3          | D     | 437  |
| 28     | GT3 Gent   | 85  | VDS Racing Aventures                 | Raphaël van der Straaten José Close Julien Schroyen Benjamin Bailly             | Ford 5.0 L V8                   | D     | 437  |
| 29     | Cup        | 161 | Freeman Gepa 161                     | Pascal Muller Patrick Geladé Didier Grandjean Dominique Sandona                 | Porsche 997 GT3 Cup             | M     | 405  |
| 29     | Cup        | 161 | Freeman Gepa 161                     | Pascal Muller Patrick Geladé Didier Grandjean Dominique Sandona                 | Porsche 3.8 L Flat-6            | M     | 405  |
| 30 DNF | GT3 Pro-Am | 888 | Haribo Team Manthey                  | Richard Westbrook Christian Menzel Mike Stursberg Hans Guido Riegel             | Porsche 997 GT3-R               | M     | 485  |
| 30 DNF | GT3 Pro-Am | 888 | Haribo Team Manthey                  | Richard Westbrook Christian Menzel Mike Stursberg Hans Guido Riegel             | Porsche 4.0 L Flat-6            | M     | 485  |
| 31 DNF | Cup        | 56  | RMS                                  | Marc Faggionato Thierry Prignaud Thierry Stépec Franck Racinet                  | Porsche 997 GT3 Cup             | M     | 470  |
| 31 DNF | Cup        | 56  | RMS                                  | Marc Faggionato Thierry Prignaud Thierry Stépec Franck Racinet                  | Porsche 3.8 L Flat-6            | M     | 470  |
| 32 DNF | GT3 Pro-Am | 44  | Faster Racing by DB Motorsport       | Hoevert Vos Harrie Kolen Xavier Maassen Archie Hamilton                         | BMW Z4 GT3                      | M     | 432  |
| 32 DNF | GT3 Pro-Am | 44  | Faster Racing by DB Motorsport       | Hoevert Vos Harrie Kolen Xavier Maassen Archie Hamilton                         | BMW 4.4 L V8                    | M     | 432  |
| 33 DNF | GT3 Pro    | 10  | SOFREV Auto Sport Promotion          | Patrice Goueslard Olivier Pla Julien Jousse                                     | Ferrari 458 GT3                 | M     | 374  |
| 33 DNF | GT3 Pro    | 10  | SOFREV Auto Sport Promotion          | Patrice Goueslard Olivier Pla Julien Jousse                                     | Ferrari 4.5 L V8                | M     | 374  |
| 34 DNF | GT3 Pro-Am | 55  | Graff Racing                         | Philippe Haezebrouck Mike Parisy Gilles Vannelet Massimo Vignali                | Mercedes-Benz SLS AMG GT3       | M     | 367  |
| 34 DNF | GT3 Pro-Am | 55  | Graff Racing                         | Philippe Haezebrouck Mike Parisy Gilles Vannelet Massimo Vignali                | Mercedes-Benz 6.2 L V8          | M     | 367  |
| 35 DNF | GT3 Pro-Am | 54  | Graff Racing                         | Olivier Panis Eric Debard Grégoire Demoustier Nicolas Lapierre                  | Mercedes-Benz SLS AMG GT3       | M     | 364  |
| 35 DNF | GT3 Pro-Am | 54  | Graff Racing                         | Olivier Panis Eric Debard Grégoire Demoustier Nicolas Lapierre                  | Mercedes-Benz 6.2 L V8          | M     | 364  |
| 36 DNF | GT3 Pro    | 75  | Prospeed Competition                 | Jan Heylen Marc Goossens Maxime Soulet                                          | Porsche 997 GT3-R               | M     | 331  |
| 36 DNF | GT3 Pro    | 75  | Prospeed Competition                 | Jan Heylen Marc Goossens Maxime Soulet                                          | Porsche 4.0 L Flat-6            | M     | 331  |
| 37 DNF | GT3 Pro-Am | 6   | Rhino's Leipert Motorsport           | Ricardo Bravo Lourenço Beirão da Veiga Duarte Félix da Costa Mika Vähämaki      | Lamborghini Gallardo LP600+ GT3 | M     | 329  |
| 37 DNF | GT3 Pro-Am | 6   | Rhino's Leipert Motorsport           | Ricardo Bravo Lourenço Beirão da Veiga Duarte Félix da Costa Mika Vähämaki      | Lamborghini 5.2 L V10           | M     | 329  |
| 38 DNF | GT3 Gent   | 22  | Sport Garage                         | Lionel Comole André Alain Corbel Thomas Duchêne Eric Vaissière                  | Ferrari F430 Scuderia GT3       | M     | 319  |
| 38 DNF | GT3 Gent   | 22  | Sport Garage                         | Lionel Comole André Alain Corbel Thomas Duchêne Eric Vaissière                  | Ferrari 4.3 L V8                | M     | 319  |
| 39 DNF | GT4        | 70  | Lotus Sport Italia                   | Gianni Giudici Edoardo Piscopo Greg Mansell Leo Mansell                         | Lotus Evora GT4                 | M     | 315  |
| 39 DNF | GT4        | 70  | Lotus Sport Italia                   | Gianni Giudici Edoardo Piscopo Greg Mansell Leo Mansell                         | Toyota 2GR-FE 4.0 L V6          | M     | 315  |
| 40 DNF | GT3 Pro    | 1   | Vitaphone Racing/Vita4One            | Jean-Karl Vernay Eric van de Poele Nico Verdonck                                | Ferrari 458 GT3                 | M     | 251  |
| 40 DNF | GT3 Pro    | 1   | Vitaphone Racing/Vita4One            | Jean-Karl Vernay Eric van de Poele Nico Verdonck                                | Ferrari 4.5 L V8                | M     | 251  |
| 41 DNF | Cup        | 36  | De Lorenzi Racing                    | Sergio Negroni Stefano Crotti Roberto Fecchio Giorgio Piodi                     | Porsche 997 GT3 Cup             | M     | 239  |
| 41 DNF | Cup        | 36  | De Lorenzi Racing                    | Sergio Negroni Stefano Crotti Roberto Fecchio Giorgio Piodi                     | Porsche 3.8 L Flat-6            | M     | 239  |
| 42 DNF | GT4        | 103 | Speed Lover                          | Christophe Bigourie Sven van Laere Peter van Audenhove                          | Aston Martin V8 Vantage GT4     | M     | 235  |
| 42 DNF | GT4        | 103 | Speed Lover                          | Christophe Bigourie Sven van Laere Peter van Audenhove                          | Aston Martin 4.7 L V8           | M     | 235  |
| 43 DNF | GT3 Pro    | 9   | AutOrlando Sport                     | Paolo Ruberti Gianluca Roda Raffaele Gianmaria                                  | Porsche 997 GT3-R               | M     | 233  |
| 43 DNF | GT3 Pro    | 9   | AutOrlando Sport                     | Paolo Ruberti Gianluca Roda Raffaele Gianmaria                                  | Porsche 4.0 L Flat-6            | M     | 233  |
| 44 DNF | GT3 Pro    | 99  | Audi Sport Team Phoenix              | Marc Basseng Christopher Haase Frank Stippler                                   | Audi R8 LMS                     | M     | 224  |
| 44 DNF | GT3 Pro    | 99  | Audi Sport Team Phoenix              | Marc Basseng Christopher Haase Frank Stippler                                   | Audi 5.2 L V10                  | M     | 224  |
| 45 DNF | GT3 Pro-Am | 26  | Delahaye Racing                      | Frédéric Bouvy Damien Coens Christian Kelders Jean-Luc Blanchemain              | Chevrolet Corvette Z06.R        | M     | 215  |
| 45 DNF | GT3 Pro-Am | 26  | Delahaye Racing                      | Frédéric Bouvy Damien Coens Christian Kelders Jean-Luc Blanchemain              | Chevrolet LS7 7.0 L V8          | M     | 215  |
| 46 DNF | Cup        | 104 | Speed Lover                          | Michel de Coster Rik Renmans Oskar Slingerland                                  | Porsche 997 GT3 Cup             | M     | 200  |
| 46 DNF | Cup        | 104 | Speed Lover                          | Michel de Coster Rik Renmans Oskar Slingerland                                  | Porsche 3.8 L Flat-6            | M     | 200  |
| 47 DNF | GT3 Pro-Am | 42  | Sport Garage                         | Eric Cayrolle Christophe Jouet Michaël Petit Romain Brandela                    | Ferrari F430 Scuderia GT3       | M     | 160  |
| 47 DNF | GT3 Pro-Am | 42  | Sport Garage                         | Eric Cayrolle Christophe Jouet Michaël Petit Romain Brandela                    | Ferrari 4.5 L V8                | M     | 160  |
| 48 DNF | GT3 Pro-Am | 008 | GPR AMR                              | Eddy Renard Gavin Pickering Tomáš Enge Jan Stoviček                             | Aston Martin DBRS9              | M     | 154  |
| 48 DNF | GT3 Pro-Am | 008 | GPR AMR                              | Eddy Renard Gavin Pickering Tomáš Enge Jan Stoviček                             | Aston Martin 6.0 L V12          | M     | 154  |
| 49 DNF | GT3 Pro    | 15  | KRK Racing Team Holland              | Mike Hezemans Koen Wauters Anthony Kumpen                                       | Mercedes-Benz SLS AMG GT3       | M     | 151  |
| 49 DNF | GT3 Pro    | 15  | KRK Racing Team Holland              | Mike Hezemans Koen Wauters Anthony Kumpen                                       | Mercedes-Benz 6.2 L V8          | M     | 151  |
| 50 DNF | GT3 Pro-Am | 45  | Gulf Team First                      | Andrea Barlesi Frédéric Fatien Fabien Giroix Karim Al-Azhari                    | Lamborghini Gallardo LP600+ GT3 | M     | 136  |
| 50 DNF | GT3 Pro-Am | 45  | Gulf Team First                      | Andrea Barlesi Frédéric Fatien Fabien Giroix Karim Al-Azhari                    | Lamborghini 5.2 L V10           | M     | 136  |
| 51 DNF | GT3 Pro-Am | 123 | Mühlner Motorsport                   | Armand Fumal Jérôme Thiry Christian Lefort Carl Rosenblad                       | Porsche 997 GT3-R               | M     | 131  |
| 51 DNF | GT3 Pro-Am | 123 | Mühlner Motorsport                   | Armand Fumal Jérôme Thiry Christian Lefort Carl Rosenblad                       | Porsche 4.0 L Flat-6            | M     | 131  |
| 52 DNF | GT3 Pro-Am | 18  | De Lorenzi Racing                    | Gianluca de Lorenzi Alessandro Bonetti Beniamino Caccia Lorenzo Bontempelli     | Porschye 997 GT3-R              | M     | 128  |
| 52 DNF | GT3 Pro-Am | 18  | De Lorenzi Racing                    | Gianluca de Lorenzi Alessandro Bonetti Beniamino Caccia Lorenzo Bontempelli     | Porsche 4.0 L Flat-6            | M     | 128  |
| 53 DNF | GT3 Pro-Am | 11  | United Autosports                    | Mark Blundell Mark Patterson Eddie Cheever Matthew Bell                         | Audi R8 LMS                     | D     | 112  |
| 53 DNF | GT3 Pro-Am | 11  | United Autosports                    | Mark Blundell Mark Patterson Eddie Cheever Matthew Bell                         | Audi 5.2 L V10                  | D     | 112  |
| 54 DNF | GT3 Pro    | 40  | Marc VDS Racing                      | Marc Hennerici Maxime Martin Bas Leinders                                       | BMW Z4 GT3                      | M     | 102  |
| 54 DNF | GT3 Pro    | 40  | Marc VDS Racing                      | Marc Hennerici Maxime Martin Bas Leinders                                       | BMW 4.4 L V8                    | M     | 102  |
| 55 DNF | GT3 Pro    | 58  | CRS Racing/McLaren GT                | Robert Bell Chris Goodwin Tim Mullen                                            | McLaren MP4-12C GT3             | A     | 88   |
| 55 DNF | GT3 Pro    | 58  | CRS Racing/McLaren GT                | Robert Bell Chris Goodwin Tim Mullen                                            | McLaren M838T 3.8 L Turbo V8    | A     | 88   |
| 56 DNF | GT3 Pro-Am | 51  | AF Corse                             | Yannick Mallégol Jean-Marc Bachelier Howard Blanc                               | Ferrari 458 GT3                 | M     | 69   |
| 56 DNF | GT3 Pro-Am | 51  | AF Corse                             | Yannick Mallégol Jean-Marc Bachelier Howard Blanc                               | Ferrari 4.5 L V8                | M     | 69   |
| 57 DNF | GT3 Pro-Am | 24  | Blancpain-Reiter Engineering         | Marc Hayek Peter Kox Jos Menten                                                 | Lamborghini Gallardo LP600+ GT3 | M     | 65   |
| 57 DNF | GT3 Pro-Am | 24  | Blancpain-Reiter Engineering         | Marc Hayek Peter Kox Jos Menten                                                 | Lamborghini 5.2 L V10           | M     | 65   |
| 58 DNF | GT3 Pro-Am | 74  | Prospeed Competition                 | Paul van Splunteren Bryce Miller Nicolas de Crem Ludovic Sougnez                | Porsche 997 GT3-R               | M     | 43   |
| 58 DNF | GT3 Pro-Am | 74  | Prospeed Competition                 | Paul van Splunteren Bryce Miller Nicolas de Crem Ludovic Sougnez                | Porsche 4.0 L Flat-6            | M     | 43   |
| 59 DNF | GT3 Pro    | 25  | Blancpain-Reiter Engineering         | Eugenio Amos Nikolaus Mayr-Melnhof Albert von Thurn und Taxis                   | Lamborghini Gallardo LP600+ GT3 | M     | 36   |
| 59 DNF | GT3 Pro    | 25  | Blancpain-Reiter Engineering         | Eugenio Amos Nikolaus Mayr-Melnhof Albert von Thurn und Taxis                   | Lamborghini 5.2 L V10           | M     | 36   |
| 60 DNF | GT3 Gent   | 78  | GPR AMR / Grivegnée                  | Pierre Grivegnée Jean-Pierre Vandewauwer Alix van de Poele                      | Aston Martin DBRS9              | M     | 19   |
| 60 DNF | GT3 Gent   | 78  | GPR AMR / Grivegnée                  | Pierre Grivegnée Jean-Pierre Vandewauwer Alix van de Poele                      | Aston Martin 6.0 L V12          | M     | 19   |
| 61 DNF | GT3 Pro    | 59  | CRS Racing/McLaren GT                | Andrew Kirkaldy Oliver Turvey Álvaro Parente                                    | McLaren MP4-12C GT3             | M     | 2    |
| 61 DNF | GT3 Pro    | 59  | CRS Racing/McLaren GT                | Andrew Kirkaldy Oliver Turvey Álvaro Parente                                    | McLaren M838T 3.8 L Turbo V8    | M     | 2    |
| DSQ    | GT3 Pro-Am | 2   | Vitaphone Racing/Vita4One            | Niek Hommerson Louis Machiels Michael Bartels Andrea Bertolini                  | Ferrari 458 GT3                 | M     | 401  |
| DSQ    | GT3 Pro-Am | 2   | Vitaphone Racing/Vita4One            | Niek Hommerson Louis Machiels Michael Bartels Andrea Bertolini                  | Ferrari 4.5 L V8                | M     | 401  |